# Xã York, Quận Van Wert, Ohio
Xã York (tiếng Anh: York Township) là một xã thuộc quận Van Wert, tiểu bang Ohio, Hoa Kỳ. Năm 2010, dân số của xã này là 728 người.